# Sant’Agata del Bianco
Sant’Agata del Bianco község (comune) Calabria régiójában, Reggio Calabria megyében.

## Fekvése
A megye keleti részén fekszik. Határai: Africo, Bruzzano Zeffirio, Caraffa del Bianco, Casignana, Ferruzzano, Samo és San Luca

## Története
A település első írásos említése a 14. századból származik. Korabeli épületeinek nagy része az 1783-as calabriai földrengésben elpusztult. A 19. században nyerte el önállóságát, amikor a Nápolyi Királyságban felszámolták a feudalizmust. 1928 és 1946 között Samóhóz csatolták. Ezt követően ismét önálló lett.

## Népessége
A népesség számának alakulása:

## Főbb látnivalói
- Sant’Agata-templom